# Al-Hasakah (gouvernement)
Al-Hasakah (Arabisch: الحسكة) is een gouvernement in Syrië met een bevolking van 1.377.000. Dit gouvernement wordt door de meeste buitenlandse waarnemers gezien als het gebied van Rojava, hoewel dit door de Syrische regering niet wordt erkend.

## Districten
- Al-Hasakah
- Al Qamishli
- Al-Malikiyah
- Ra's al-'Ayn

Al-Hasakah · Aleppo · Damascus · Deir ez-Zor · Dera · Hama · Homs · Idlib · Latakia · Quneitra · Raqqa · Rif Dimashq · As-Suwayda · Tartous